# Sherman Pass (Kalifornien)
Der Sherman Pass ist ein 2804 m hoher Gebirgspass im Bereich des Kern Plateau im Süden der Sierra Nevada in Kalifornien.  Er befindet sich im dünn besiedelten Gebiet der Dome Land Wilderness des Sequoia National Forest. Er stellt eine Verbindung zwischen den Tälern der Quellflüsse des Kern River dar und wird von der auch als Sherman Pass Route bezeichneten Forest Route 22S05 gequert.
Von der Passhöhe ergibt sich in nordöstlicher Richtung ein Blick auf den Mount Whitney und andere im Sequoia-Nationalpark gelegene Gipfel.
Durch die klimatischen – der Pass ist der südlichste der im Regelfall zwischen Oktober und Mai geschlossenen Pässe der Sierra Nevada – und der geographischen Verhältnisse – der steile Anstieg aus dem Tal des Kern River ließ einen Ausbau der Straße nicht zu – besteht die Bedeutung dieses Passes hauptsächlich für den Regionalverkehr, der nur rund 40 Kilometer südlich gelegene, durch die California State Route 178 erschlossene Walker Pass dient dem Fernverkehr.
In nördlicher Richtung kann der Gebirgszug bis zum rund 300 Kilometer nördlich gelegenen Tioga Pass mit motorisierten Fahrzeugen nicht überquert werden.